# Nicolaas Johannes Krom

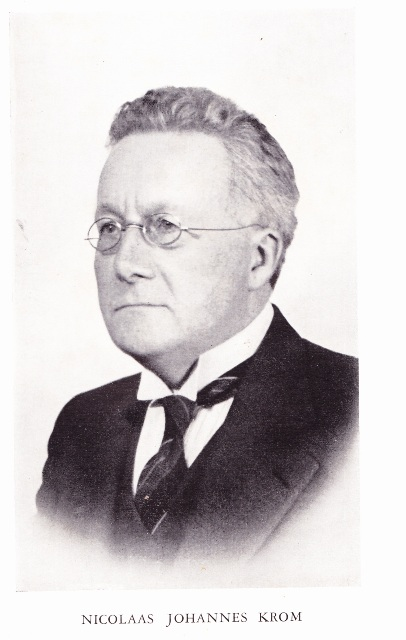
Nicolaas Johannes Krom nel 1930

Nicolaas Johannes Krom ('s-Hertogenbosch, 5 settembre 1883 – Leida, 8 marzo 1945) è stato un archeologo e orientalista olandese. Ha condotto ricerche sulla storia dell'Indonesia e sulla sua cultura tradizionale e fu rappresentante della cosiddetta scuola filologica di storiografia olandese dell'Indonesia. 

## Biografia
Dal 1901 al 1905, Nicolaas Johannes Krom studiò all'Università di Leida, dove apprese la lingua sanscrita, nonché il Giavanese antico (Kawi). Lavorò in Indonesia dal 1910 al 1915 e nel 1921. 
Dal 1913 è stato il primo capo del servizio archeologico dell'India olandese e dal 1919 fu professore di archeologia e storia antica dell'India olandese all'Università di Leida. Uno dei suoi scritti Hindoe-Javaansche geschiedenis è stato a lungo un riferimento della storia antica dell'Indonesia.

## Opere
- Korte gids voor den Boro-Budur, Batavia: Landsdrukkerij, 1913.
- Varia, Batavia: Albrecht, 1914. Gedateerde inscripties van Nederlandsch-Indië: eerste aanvulling, Batavia: Albrecht, 1914.
- Inleiding tot de Hindoe-Javaansche kunst, 's-Gravenhage: M. Nijhoff, 1923.
- Het oude Java en zijn kunst, Haarlem: di Erven F. Bohn, 1923.
- La vita di Buddha sullo stūpa di Barabudur secondo il testo Lalitavistara, L'Aia: M. Nijhoff, 1926.
- Arte giavanese nei musei dell'Olanda e di Giava, Parigi; Bruxelles: G. Van Oest, 1926.
- De levensgeschiedenis van den Buddha op Barabuḍur, 's-Gravenhage: M. Nijhoff  (nl) , 1926.
- Barabudur: descrizione archeologica, L'Aia: Martinus Nijhoff  (nl) , 1927. Governatore generale Gustaaf Willem van Imhoff, Amsterdam: Van Kampen, 1941.